# Thomas Turnbull and Son
Thomas Turnbull and Son, auch bekannt als Whitehall Dockyard war eine Schiffswerft in Whitby/North Yorkshire.

## Geschichte
Thomas Turnbull gründete das Schiffbauunternehmen im Jahr 1840. Zunächst pachtete Turnbull die Larpool-Werft in Whitby und 1843 eine Reparaturwerft in Boghall. Ab 1844 wurde der Schiffbau wieder unterbrochen, bevor das Unternehmen 1850 die Werft Whitehall Dockyard übernahm. In den ersten drei Jahrzehnten erstellte die Werft hölzerne Segelschiffe, bevor im Jahr 1871 in Whitehall mit dem Bau eiserner Trampschiffe begonnen wurde. 1899 wurde die Boghall-Werft wieder veräußert. Nachdem es in den letzten Betriebsjahren der Werft schon zunehmende Schwierigkeiten bei der Schiffsgröße durch die notwendige Passage der engen Whitby-Brücke gab, beendete die Werft den Schiffbau 1902 nach steigenden Verlusten bei vorangegangenen Bauaufträgen. Das Reparaturgeschäft wurde noch ein weiteres Jahr fortgeführt, danach schloss die Werft endgültig.
Die Werft baute in den 62 Jahren bis 1902 insgesamt 113 Trampschiffe, von denen mehr als die Hälfte für die Trampreederei der Turnbull-Familie gebaut wurde.